# Joel Rydstrand
Joel Rydstrand (Upsala, Suecia; 10 de agosto de 1995) es un futbolista sueco. Juega de centrocampista y su equipo actual es el Águilas F. C. de la Segunda Federación española.

## Trayectoria
Rydstrand comenzó su carrera en el IK Sirius Fotboll de su país, y entre 2015 y 2018 jugó soccer universitario en Estados Unidos, para los Creighton Bluejays de la Universidad Creighton. En su etapa universitaria, Rydstrand formó parte del Lane United de la USL PDL.
En enero de 2019, fue seleccionado por el Seattle Sounders en el puesto 44 del SuperDraft de la MLS 2019. En marzo fue asignado al equipo reserva en la USL Championship, el Tacoma Defiance. Dejó el club el 27 de agosto por mutuo acuerdo. Ese mismo día, firmó en el San Roque Lepe de España.
Tras cuatro temporadas en San Roque, en julio de 2023 se unió al Antequera CF.
El 9 de enero de 2023, firma por el Águilas F. C. de la Segunda Federación española.

## Estadísticas
Actualizado al último partido disputado el 6 de diciembre de 2024.
| Club                           | Div.          | Temporada       | Liga  | Liga  | Copas nacionales | Copas nacionales | Copas internacionales | Copas internacionales | Total | Total |
| Club                           | Div.          | Temporada       | Part. | Goles | Part.            | Goles            | Part.                 | Goles                 | Part. | Goles |
| ------------------------------ | ------------- | --------------- | ----- | ----- | ---------------- | ---------------- | --------------------- | --------------------- | ----- | ----- |
| Sirius · Suecia                | 3.ª           | 2013            | 7     | 1     | 1                | 0                | —                     | —                     | 8     | 1     |
| Sirius · Suecia                | Total club    | Total club      | 7     | 1     | 1                | 0                | 0                     | 0                     | 8     | 1     |
| BKV Norrtälje · Suecia         | 4.ª           | 2014            | 11    | 1     | —                | —                | —                     | —                     | 11    | 1     |
| BKV Norrtälje · Suecia         | Total club    | Total club      | 11    | 1     | 0                | 0                | 0                     | 0                     | 11    | 1     |
| Lane United Estados Unidos     | 4.ª           | 2016            | 5     | 0     | —                | —                | —                     | —                     | 5     | 0     |
| Lane United Estados Unidos     | 4.ª           | 2017            | 6     | 1     | —                | —                | —                     | —                     | 6     | 1     |
| Lane United Estados Unidos     | Total club    | Total club      | 11    | 1     | 0                | 0                | 0                     | 0                     | 11    | 1     |
| Tacoma Defiance Estados Unidos | 2.ª           | 2019            | 16    | 0     | —                | —                | —                     | —                     | 16    | 0     |
| Tacoma Defiance Estados Unidos | Total club    | Total club      | 16    | 0     | 0                | 0                | 0                     | 0                     | 16    | 0     |
| San Roque · España             | 5.ª           | 2019-20         | 20    | 0     | —                | —                | —                     | —                     | 20    | 0     |
| San Roque · España             | 5.ª           | 2020-21         | 24    | 0     | —                | —                | —                     | —                     | 24    | 0     |
| San Roque · España             | 4.ª           | 2021-22         | 24    | 0     | —                | —                | —                     | —                     | 24    | 0     |
| San Roque · España             | 4.ª           | 2022-23         | 31    | 1     | 1                | 0                | —                     | —                     | 31    | 1     |
| San Roque · España             | Total club    | Total club      | 99    | 1     | 1                | 0                | 0                     | 0                     | 99    | 1     |
| Antequera CF · España          | 3.ª           | 2023            | 8     | 0     | 1                | 0                | —                     | —                     | 9     | 0     |
| Antequera CF · España          | Total club    | Total club      | 8     | 0     | 1                | 0                | 0                     | 0                     | 0     | 0     |
| Águilas Fútbol Club · España   | 4.ª           | 2023-actualidad | 13    | 0     | 1                | 0                | —                     | —                     | 14    | 0     |
| Águilas Fútbol Club · España   | Total club    | Total club      | 0     | 0     | 0                | 0                | 0                     | 0                     | 0     | 0     |
| Total carrera                  | Total carrera | Total carrera   | 165   | 4     | 4                | 0                | 0                     | 0                     | 169   | 4     |